# Nitrato di sodio
Il nitrato di sodio è il sale di sodio dell'acido nitrico, di formula NaNO3. È anche noto con il nome di nitro del Cile, date le grandi quantità estratte nel nord del paese a partire dalla metà del XIX secolo e fino agli anni quaranta del secolo successivo.
A temperatura ambiente si presenta come un solido cristallino bianco inodore e igroscopico. È un composto nocivo, irritante. Per il suo elevato contenuto di ossigeno possiede proprietà ossidanti e viene usato in miscugli esplosivi come la polvere nera.
È usato in piccole quantità come conservante con la denominazione E251. Lo scopo principale è quello di svolgere un'azione batteriostatica in prodotti a base di carne e nei salumi, ma ha anche la funzione secondaria di rallentarne l'imbrunimento.
Il suo uso non copre solo la funzione di ossidante, in quanto può essere usato come concime in agricoltura. L'impiego del nitrato di sodio a scopo fertilizzante è praticamente abbandonato a causa del basso titolo in azoto (15-16% in N) e dell'elevato costo dell'unità fertilizzante. Ai concimi nitrici sono in genere preferiti il nitrato d'ammonio (titolo minimo 27% in N) e l'urea (46% in N), almeno in condizioni ambientali che non penalizzano la nitrificazione. Tuttavia il difetto principale del nitrato di sodio consiste nell'elevato contenuto in sodio: l'apporto di quantitativi di sodio non trascurabili ha effetti negativi sulla struttura del terreno. In condizioni che necessitano dell'apporto di azoto in forma nitrica, al nitrato di sodio si preferisce il nitrato di calcio che, per il contenuto in calcio, ha un effetto fertilizzante secondario e stabilizzante sulla struttura. È utilizzato nella tecnica di saldatura TIG per la preparazione della punta dell'elettrodo: l'uniforme azione di erosione fa di tale procedimento un'alternativa secondaria rispetto alla classica molatura.